# Bossut-Gottechain
Bossut-Gottechain (nld. Bossuit-Gruttekom, wa. Bossu-Godetchén) – dzielnica (section) gminy Grez-Doiceau w Belgii, w Regionie Walońskim, w prowincji Brabancja Walońska, w okręgu Nivelles. 1 stycznia 2020 roku liczyła 2401 mieszkańców. Do 31 grudnia 1976 samodzielna gmina.

## Demografia
Liczba mieszkańców, stan na 1 stycznia:
| Rok                | 1930 | 1961 | 2020 |
| ------------------ | ---- | ---- | ---- |
| Liczba mieszkańców | 1292 | 1130 | 2401 |